# Џеф Вилсон
Џеф Вилсон (енгл. Jeff Wilson; 24. октобар 1973) је бивши новозеландски рагбиста.

## Биографија
Висок 180 цм, тежак 94 кг, играо је на позицији крила или аријера. У каријери је играо за екипе Отаго рагби, Саутленд рагби и Хајлендерси. За "Ол блексе" је одиграо 60 тест мечева и постигао чак 44 есеја, тако да је трећи на листи стрелаца за репрезентацију Новог Зеланда када су у питању есеји.